# Miyake (Nara)
Miyake (三宅町, Miyake-chō) est un bourg du district de Shiki, dans la préfecture de Nara, au Japon.

## Géographie

### Démographie
Au 1er décembre 2014, la population de Miyake s'élevait à 7 078 habitants répartis sur une superficie de 4,07 km2.